# Hexatoma longifurca
Hexatoma longifurca är en tvåvingeart som först beskrevs av Alexander 1920.  Hexatoma longifurca ingår i släktet Hexatoma och familjen småharkrankar. Inga underarter finns listade i Catalogue of Life.